# Elacholoma
Elacholoma es un género con dos especies de plantas de flores perteneciente a la familia Scrophulariaceae. 

## Especies seleccionadas
- Elacholoma hornii
- Elacholoma horni

- Datos: Q8774212
- Especies: Elacholoma